# Alan Bennett
Alan Bennett (Leeds, Anglaterra, 9 de maig de 1934) és un dramaturg, actor, novel·lista i guionista britànic, guanyador d'un Premi Tony per la seva obra The History Boys.
És autor de moltes obres teatrals com Habeas Corpus, Forty One Years On, Kafka's Dick o The Madness of George III (adaptada després al cinema). També és conegut per la seva obra a la televisió i al cinema.

## Biografia
Bennett va néixer en el barri d'Armley a Leeds. Diplomat per Oxford, de jove es consagra a una carrera d'historiador de l'edat mitjana.
Autor per la televisió britànica, Alan Bennett en principi va començar la seva carrera en temes de comèdia.
El 1968, publica la seva primera peça titulada Forty Years on. L'èxit és immediat. L'autor publica a continuació Habeas Corpus, The Old Country i Single Spies, obra creada al Nacional Theater de Londres. Al cinema, el guionista s'inspira en la vida del dramaturg anglès Joe Orton per escriure el guió de Prick Up Your Ears, llargmetratge dirigit per Stephen Frears.
El 1993, la BBC difon els sis monòlegs de Talking Heads. La sèrie de televisió coneix llavors un èxit triomfal a la Gran Bretanya. A continuació, Talking Heads és objecte de nombroses adaptacions teatrals, sobretot el 1993 al teatre París-Villette i el 2009 al teatre del Rond-Point.
En la seva novel·la, La Reina de les lectores, imagina que Elisabeth II es posa a estimar la literatura fins al punt d'oblidar-ne les seves obligacions polítiques. Autor de obres tant humoristiques com controvertides, Alan Bennett és un cronista real dels costums de l'Anglaterra d'avui.
La seva peça de teatre The History Boys creada l'any 2004 ha aconseguit l'Olivier Award a la millor nova peça l'any 2005 i el Tony Award el 2006.

## Obra

### Televisió
- My Father Knew Lloyd George (també escriptor), 1965
- Famous Gossips, 1965
- Plato - The Drinking Party, 1965
- Alice in Wonderland, 1966
- On the Margin series (actor i escriptor), 1966-67
- A Day Out (també escriptor), 1972
- Sunset Across the Bay (també escriptor), 1975
- A Little Outing (també escriptor), 1975
- A Visit from Miss Prothero (escriptor), 1978
- Me - I'm Afraid of Virginia Woolf (escriptor), 1978
- Doris and Doreen (Green Forms) (escriptor), 1978
- The Old Crowd (escriptor) amb Lindsay Anderson (director), LWT 1979
- Afternoon Off (actor i escriptor), 1979
- One Fine Day (escriptor), 1979
- All Day On the Sands (escriptor), 1979
- Objects of Affection (Our Winnie, A Woman of No Importance, Rolling Home, Marks, Say Something Happened, Intensive Care) (també escriptor), 1982
- The Merry Wives of Windsor (actor), 1982
- An Englishman Abroad (escriptor), 1983
- The Insurance Man (escriptor), 1986
- Breaking Up, 1986
- Man and Music (narrador), 1986
- Talking Heads (A Chip in the Sugar, Bed Among the Lentils, A Lady of Letters, Her Big Chance, Soldiering On, A Cream Cracker Under the Settee) (també escriptor), 1987
- Down Cemetery Road: The Landscape of Philip Larkin (presentador), 1987[1]
- Fortunes of War series (actor), 1987
- Dinner at Noon (narrador), 1988
- Poetry in Motion (presentador), 1990
- 102 Boulevard Haussmann (escriptor), 1990
- A Question of Attribution (escriptor), 1991
- Selling Hitler, 1991
- Poetry in Motion 2 (presentador), 1992
- Portrait or Bust (presentador), 1994
- The Abbey (presentador), 1995
- A Dance to the Music of Time (actor), 1997
- Talking Heads 2, 1998
- Telling Tales (escriptor), 2000

### Cinema
- Long Shot, 1980
- Dreamchild (només veu), 1985
- The Secret Policeman's Ball, 1986
- The Secret Policeman's Other Ball, 1982
- A Private Function (guió), 1986
- Pleasure At Her Majesty's, 1987
- Prick Up Your Ears (guió), 1987
- Little Dorrit, 1987
- Wind in the Willows (adaptació animada), 1994
- Parson's Pleasure (escriptor), 1995
- The Madness of King George (guió de l'obra "The Madness of George III"), 1995
- In Love and War (1996)
- The History Boys (guió de l'obra homònima), 2006
- The Lady in the Van (guió de l'obra homònima), 2015

### Ràdio
- The Great Jowett, 1980
- Dragon, 1982
- Uncle Clarence (escriptor i narrador), 1985
- Better Halves (narrador), 1988
- The Lady in the Van (escriptor i narrador), 1990
- Winnie-the-Pooh (narrador), 1990

### Teatre
- Better Late, 1959
- Beyond the Fringe (també coescriptor), 1960
- The Blood of the Bambergs, 1962
- A Cuckoo in the Nest, 1964
- Forty Years On (també escriptor), 1968
- Sing a Rude Song (coescriptor), 1969
- Getting On (escriptor), 1971
- Habeas Corpus (també escriptor), 1973
- The Old Country (escriptor), 1977
- Enjoy (escriptor), 1980
- Kafka's Dick (escriptor), 1986
- A Visit from Miss Prothero (escriptor), 1987
- Single Spies (An Englishman Abroad and A Question of Attribution) (també escriptor i director), 1988
- The Wind in the Willows (adaptació), 1990
- The Madness of George III (escriptor), 1991
- Talking Heads (Waiting for the telegram, A Chip in the Sugar, Bed Among the Lentils, A Lady of Letters, Her Big Chance, Soldiering On, A Cream Cracker Under the Settee) (també escriptor), 1992
- The History Boys (escriptor), 2004; Guanyador del Tony Award for Best Play, 2006.

### Novel·les
- Beyond the Fringe (amb Peter Cook, Jonathan Miller, Dudley Moore). Londres: Souvenir Press, 1962, and Nova York: Random House, 1963
- Forty Years On. London: Faber, 1969
- Getting On. London: Faber, 1972
- Habeas Corpus. London: Faber, 1973
- The Old Country. London: Faber, 1978
- Enjoy. London: Faber, 1980
- Office Suite. London: Faber, 1981
- Objects of Affection. London: BBC Publications, 1982
- A Private Function. London: Faber, 1984
- Forty Years On; Getting On; Habeas Corpus. London: Faber, 1985
- The Writer in Disguise. London: Faber, 1985
- Prick Up Your Ears: The Film Screenplay. London: Faber, 1987
- Two Kafka Plays. London: Faber, 1987
- Talking Heads. London: BBC Publications, 1988; Nova York: Summit, 1990
- Single Spies. London: Faber, 1989
  - Winner of Olivier Award: England's best comedy for 1989
- Single Spies and Talking Heads. Nova York: Summit, 1990
- The Lady in the Van, 1989
- Poetry in Motion (amb altres). 1990
- The Wind in the Willows. London: Faber, 1991
- Forty Years On and Other Plays. London: Faber, 1991
- The Madness of George III. London: Faber, 1992
- Poetry in Motion 2 (amb altres). 1992
- Writing Home (memòries i assajos). Londres: Faber, 1994 (guanyador del premi 1995 British Book of the Year)
- The Madness of King George (guió), 1995
- Father ! Father ! Burning Bright (versión en prosa de 1982 TV script, Intensive Care), 1999
- The Laying on of Hands (novel·la), 2000
- The Clothes They Stood Up In (novel·la), 2001
- Untold Stories (autobiografia i assajos), Londres, Faber/Profile Books, 2005, ISBN 0-571-22830-5
- The Uncommon Reader (novel·la), 2007
- Smut: two unseemly stories, 2011

## Premis i nominacions

### Nominacions
- 1985: BAFTA al millor guió original per A Private Function
- 1988: BAFTA al millor guió adaptat per Prick Up Your Ears
- 1995: Oscar al millor guió adaptat per The Madness of King George
- 1996: BAFTA al millor guió adaptat per The Madness of King George